# Pedro Gil
Pedro Gil (Capiz, 13 november 1889 – 5 januari 1965) was een Filipijns journalist en politicus.

## Biografie
Pedro Gil werd geboren op 13 november 1889 in Capiz, tegenwoordig Roxas in de Filipijnse provincie Capiz. Hij was het jongste kind van zeven van Pedro Gil sr. en Petra Hernandez. Zijn moeder overleed toen Gil zes maanden oud was. Op zijn achtste overleed ook zijn vader. Nadien woonde hij bij zijn zussen in de wijk Ermita in de Filipijnse hoofdstad Manilla. Gil volgde onderwijs aan de Escuela Normal de San Javier. Nadien behaalde hij een Bachelor of Arts-diploma aan het Colegio de San Juan de Letran. Aansluitend studeerde Gil medicijnen aan de University of Santo Tomas. Na afronding van zijn studie slaagde hij tevens voor het toelatingsexamen als arts. Daarna begon Gil een kliniek.
In 1923 richtte hij de krant Los Obreros op. Deze krant had als doelgroep de arbeiders. Toen de krant ophield te bestaan was Gil actief als redacteur van diverse andere kranten, waaronder La Nacion. Eind 1927 werd Gil als lid van de Democrata Party namens het tweede kiesdistrict van Manilla gekozen in het Filipijns Huis van Afgevaardigden. Hij werd in deze periode door zijn collega's in het Huis gekozen tot Minority Floor Leader. In 1930 was Gil, samen met onder meer Sergio Osmeña en Manuel Roxas een van de deelnemers aan de Onafhankelijkheidsmissie naar de Verenigde Staten. Hij bleef enkele maanden in de Verenigde Staten om te pleiten voor wetgeving ten behoeve van verdere Filipijnse onafhankelijkheid. 
Na de oprichting van het Gemenebest van de Filipijnen in 1935 werd Gil gekozen in de nieuwe Nationale Assemblee van de Filipijnen. In 1938 werd hij herkozen. Zijn termijn in de Assemblee kwam in 1941 vroegtijdig ten einde na de bezetting van de Filipijnen door de Japanners aan het begin van de Tweede Wereldoorlog. Van 1959 tot 1962 was Gil nog Filipijns ambassadeur in Argentinië
Gil overleed in 1965 op 75-jarige leeftijd. Hij was getrouwd met Consuelo Cabangis en kreeg met haar een dochter.

## Boeken
- National Historical Institute (1992), Filipinos in History, Vol III, Manilla, NHI
- Carlos Quirino (1995) Who's who in Philippine history, Tahanan Books, Manilla

## Websites
- Online Roster of Philippine Legislators, website Filipijns Huis van Afgevaardigden (geraadpleegd op 13 februari 2021)